# Myopsocus amazonensis
Myopsocus amazonensis (лат.) — вид сеноедов рода Myopsocus из семейства Myopsocidae. Южная Америка: южная Колумбия. Название происходит от имени провинции Амасонас), где был найден голотип.  Мелкие насекомые, длина переднего крыла около 3 мм. Основная окраска тела коричневая. Принадлежит к группе видов с гребенчатым задним краем передних крыльев, но в отличие от них имеет гипандрий с двумя короткими и очень близкими задними отростками; фаллосому с хорошо разделенными в базальном направлении боковыми стойками, хорошо расширенными наружными парамерами и боковыми стойками и эндофаллус с обширной мезальной склеротизацией. Заднее крыло с жилками Rs и M, сливающимися на некотором расстоянии.